# جیسون اسپیواک
جیسون اسپیواک (به انگلیسی: Jason Spevack) (زاده ۴ ژوئیهٔ ۱۹۹۷) بازیگر کانادایی است.
از فیلم‌های معروف او می‌توان به بازی در فیلم تب استقرار، آفتاب تمیز کردن اشاره کرد.